# Michael Robertson

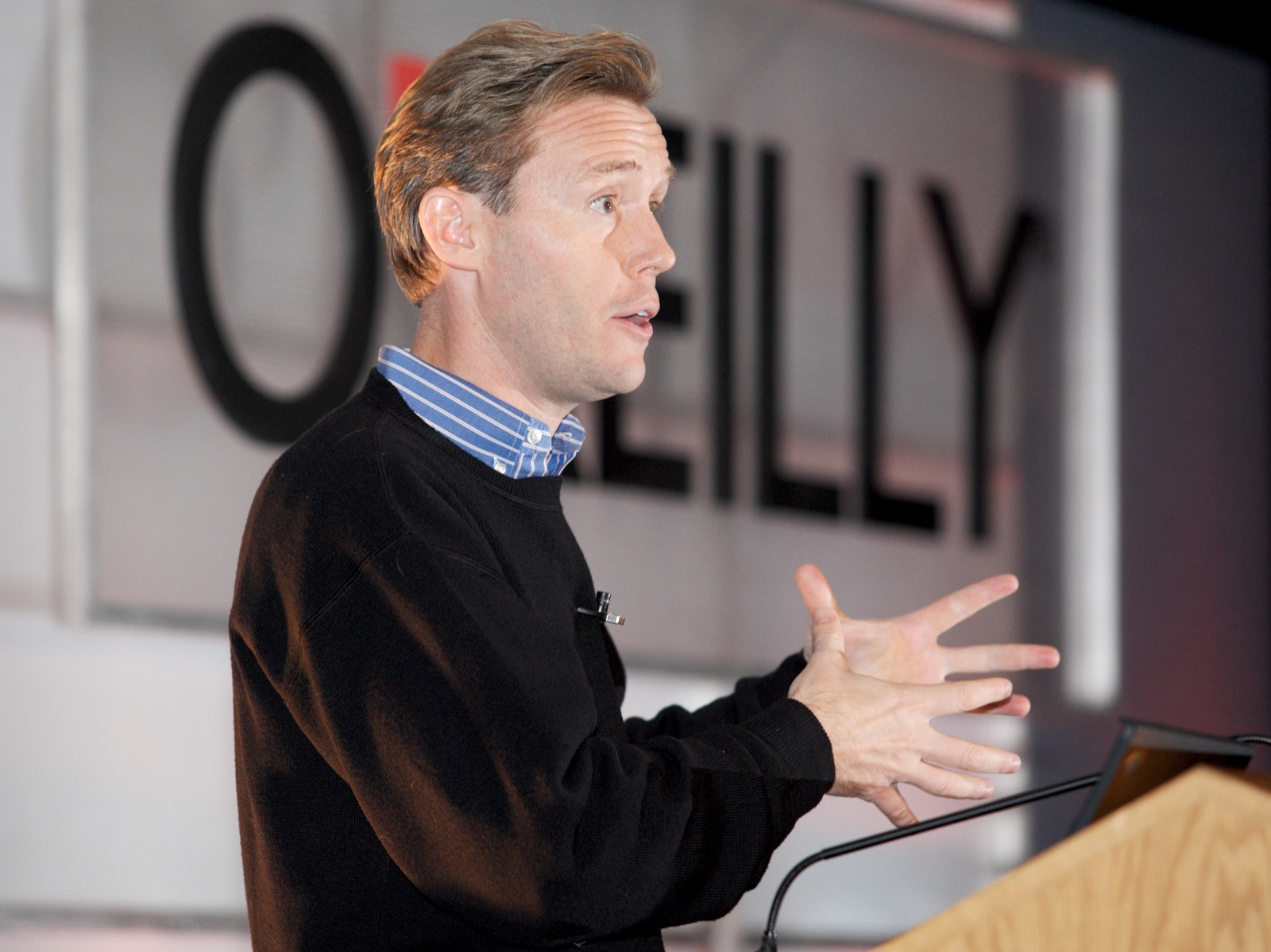
Michael Robertson (2006)

Michael Robertson (nacido en 1967) es el fundador y ex CEO de MP3.com, uno de los sitios de música más populares de Internet. A su salida de MP3.com, Robertson creó varias empresas tecnológicas, incluyendo Linspire, SIPphone, MP3tunes y Ajax 13. Más tarde fundó DAR.fm, una web para la grabación de audio desde la radio.

## Biografía
Nacido en 1967, Michael Robertson estudió Ingeniería en la Universidad de California en San Diego, graduándose en 1989, en pleno auge del fenómeno de Internet en Estados Unidos.

## Trayectoria

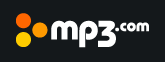
Logotipo de la enseña Mp3.com

Muy joven, Michael Robertson fue fundador de la compañía MP3.com. A pesar del éxito inicial de MP3.com, Robertson se enfrentó a una tormenta de demandas de grandes sellos discográficos sin precedentes. El litigio surgió a partir de "Beam-it", una funcionalidad que permitía cargar rápidamente una colección de CD existentes en taquillas en línea en la web my.mp3.com. También permitía acceder a sus colecciones privadas de música en línea desde cualquier parte. Otra funcionalidad era "escucha instantánea", que permitía el acceso instantáneo de los CD comprados en línea de los minoristas participantes. Sin embargo, para poner en marcha el servicio, Robertson tenía que duplicar todos los CD de música creados hasta la fecha. 
MP3.com compró los CD de su índice y los usuarios tenían que proporcionar su propia copia; así, MP3.com violó las leyes que regulan los derechos de autor al no adquirir las licencias de su música.
Prácticamente todas las principales discográficas demandaron a MP3.com y la empresa de Robertson llegó a acuerdos en la mayoría de los casos por decenas de millones de dólares. Sin embargo, Universal Music se mantuvo firme y llevó el caso a los tribunales. Después de que comenzara el juicio en el caso de UMG contra MP3.com, se determinó que MP3.com había violado las leyes de derechos de autor y se le ordenó pagar hasta 250 millones de dólares a Universal Music Group. MP3.com pagó 53,4 millones de dólares para resolver la demanda de Universal Music. Este resultado legal desencadenó una demanda colectiva acusando a MP3.com y a ciertos directivos, incluyendo a Robertson y a los directores de la empresa, de violaciones de la Ley de Bolsa de Valores de 1934.

### MP3Tunes
Los sellos MP3Tunes.com y Sideload.com, ambos propiedad de Robertson, fueron demandados en el año 2000 por los principales sellos discográficos. Para lograr un acuerdo, Robertson pagó más de $100 millones de dólares para resolver las reclamaciones de derechos de autor.
En 2007, MP3.com fue adquirida por el gigante Universal Music Group por un monto aproximado de $385 millones de dólares.
En marzo de 2014, Michael Robertson, en calidad de responsable del sello MP3Tunes, fue condenado a pagar $41 millones de dólares por violar la propiedad intelectual de cientos de miles de canciones.

### Linspire
Después de salir de MP3.com, Robertson creó una nueva compañía tecnológica denominada Lindows. Su cometido no era otro que para crear un sistema operativo basado en GNU/Linux para competir con Windows. El gigante Microsoft no tardó en presentar demandas por la similitud a su marca. Dado que la marca "Windows" se encontraba en peligro en algunos países, Microsoft optó por resolver el litigio con un pago de $20 millones de dólares. A cambio, Lindows entregaba ciertas licencias a Windows y cambiaba su nombre en todo el mundo a Linspire.

### SIPphone
En 2003 Robertson funda SIPphone, que también tuvo que superar varias demandas legales, e interponer más de una, como fue el caso contra Vonage, acusada por SIPphone de publicidad falsa y engañosa. Muchos vieron en esta última demanda un truco publicitario, aunque más tarde se aclararon los términos. Además de vender adaptadores de teléfono y routers, SIPphone desarrollaba software gratuito de VoIP para competir con Skype; estaba basado en el estándar SIP llamado Gizmo5, que está disponible en una gran variedad de plataformas. El 12 de noviembre de 2009, Google anunció que había adquirido la empresa por una suma no declarada.